# Buried Myself Alive
«Buried Myself Alive» es el tercer sencillo de The Used de su álbum homónimo.

## Video
El video musical muestra a la banda tocando en un espacio cerrado. Cada miembro de la banda se encuentra en una situación ineludible: Bert es enterrado vivo en un ataúd; Quinn está atado boca abajo en una habitación; Branden está atrapado en una sala de espejos, y Jeph está atorado y ahogado en una alcantarilla subterránea.

## Listas
Llegó al puesto 13 en el US Modern Rock Tracks.
- Datos: Q4998836